# Чорна (притока Аджамки)
Чорна, Балка Головкова — річка в Україні у Кропивницькому районі Кіровоградської області. Ліва притока річки Аджамки (басейн Південного Бугу).

## Опис
Довжина річки приблизно 9,03 км, найкоротша відстань між витоком і гирлом — 8,04  км, коефіцієнт звивистості річки — 1,12 . Формується декількома струмками та загатами.

## Розташування
Бере початок на північно-західній сторні від села Митрофанівка. Тече переважно на північний захід понад селом Нововолодимирівка і у селі Аджамка впадає у річку Аджамку, ліву притоку річки Інгулу.

## Цікаві факти
- У XX столітті на річці існували молочно,- птахо-тваринні ферми (МТФ, ПТФ), скотний двір, газгольдери та декілька газових свердловин[3], а у XIX столітті — багато вітряних млинів[1].